# Euonthophagus bedeli
Euonthophagus bedeli är en skalbaggsart som beskrevs av Edmund Reitter 1891. Euonthophagus bedeli ingår i släktet Euonthophagus och familjen bladhorningar. Inga underarter finns listade i Catalogue of Life.